# والپارایسو بزرگ
والپارایسو بزرگ (به اسپانیایی: Gran Valparaíso) یک کلان‌شهر در شیلی است. والپارایسو بزرگ ۱٫۰۳۶٫۱۲۷ نفر جمعیت دارد.